# Kadra (wojsko)
1. Kadra – dawniej obsada ramowa, najcięściej stała, złożona z oficerów i podoficerów zawodowych, niezbędnych do taktycznego prowadzenia oddziału, bądź stanowiąca podstawowy personel dowodzenia i administrowania oddziałem, gdy zostanie wypełniony rezerwistami[1];
2. Kadra – dawniej termin często używany w znaczeniu wojsko wyborowe, najlepsze[1];
3. Kadrowe ćwiczenia – dawniej ćwiczenia szkieletowe, ramowe[1];
4. Kadrówka – dawniej kompania kadrowa[1];
5. Kadra zawodowa – dawniej oficerowie i podoficerowie zawodowi[1];
6. Kadra – w Siłach Zbrojnych PRL to oficerowie, chorążowie i podoficerowie zawodowi, stanowiący stałą obsadę personalną jednostek, sztabów i instytucji wojskowych. Kadra Wojska Polskiego w czasie pokoju pełni czynną służbę wojskową na mocy dobrowolnie przyjętego obowiązku wojskowego[2].
7. Kadra – w Siłach Zbrojnych RP (2007)  to oficerowie i podoficerowie zawodowi, stanowiący stałą obsadę personalną jednostek i instytucji wojskowych[3].
8. Kadra –  żołnierze zawodowi. Oficerowie, podoficerowie, szeregowi, stanowiący stałą obsadę osobową jednostek wojskowych, sztabów i instytucji wojskowych. Kadra Sił Zbrojnych Rzeczypospolitej Polskiej w czasie pokoju pełni czynną służbę wojskową na mocy dobrowolnie przyjętego obowiązku wojskowego. Podobnież z innymi instytucjami o zbliżonym charakterze z zatrudnionymi ludźmi, m.in. Straż Graniczna, Policja, Agencja Bezp. Wewn. bądź Państw. Straż Poż.[potrzebny przypis]